# Platyrhacus acanthosternus
Platyrhacus acanthosternus är en mångfotingart som beskrevs av Henri W. Brölemann 1900. Platyrhacus acanthosternus ingår i släktet Platyrhacus och familjen Platyrhacidae. Inga underarter finns listade i Catalogue of Life.